# Polystalactica spectabilis
Polystalactica spectabilis är en skalbaggsart som beskrevs av Ernst Gustav Kraatz 1899. Polystalactica spectabilis ingår i släktet Polystalactica och familjen Cetoniidae. Utöver nominatformen finns också underarten P. s. albosparsa.